# Anhalidina
Anhalidina es un bio-activo aislado de Lophophora williamsii.